# Anizol
Anizol – organiczny związek chemiczny z grupy eterów. Jest to eter mieszany alifatyczno-aromatyczny i zarazem najprostszy eter aromatyczny.
Anizol jest cieczą o przyjemnym zapachu i o temperaturze wrzenia 154 °C, jest rozpuszczalny w alkoholu etylowym i eterze dietylowym, natomiast jest nierozpuszczalny w wodzie. Ma zastosowanie w przemyśle perfumeryjnym jako rozpuszczalnik oraz jako półprodukt do syntezy organicznej w produkcji związków zapachowych.
Jest otrzymywany w reakcji Williamsona.